# Chlorops hirtifrons
Chlorops hirtifrons är en tvåvingeart som beskrevs av Friedrich Hermann Loew 1860. Chlorops hirtifrons ingår i släktet Chlorops och familjen fritflugor. Inga underarter finns listade i Catalogue of Life.